# SGR 1806-20
SGR 1806 – 20 е магнетар на разстояние около 14,5 kpc (50 000 светлинни години) от Земята в противоположната от нас част на Млечния път в съзвездието Стрелец. Има диаметър около 20 km и се върти около оста си за 7,5 s (скоростта на въртене на екватора е 30 000 km/h). До 2007 г. SGR 1806 – 20 е най-силният магнит, известен на човечеството, с магнитно поле 1015 G (1011 T) (за сравнение, магнитното поле на Слънцето е 1 – 5 G), което е квадрилион пъти по-силно от магнитното поле на Земята.

## Гама излъчване
На 27 декември 2004 г. при взрив на повърхността на SGR 1806 – 20 изключително мощен гама импулс достига до Земята. В гама диапазона взривът е по-ярък от пълната Луна с абсолютна звездна величина около −29m1. Гама излъчването въздейства на йоносферата на Земята и през нощта степента на йонизация е като през деня. Магнетарът за десета от секундата е излъчил повече енергия (1,3×1039 J), отколкото Слънцето излъчва за 100 000 години (4×1026W×3,2×1012 s = 1,3×1039 G). Това е най-силният взрив в галактиката след взрива на свръхновата SN 1604, наблюдаван от Йохан Кеплер през 1604 г.. Необичайно силното излъчване е регистрирано от тригерните системи на обсерваториите INTEGRAL и Swift, въпреки ориентацията им със 106 и 105 градуса настрани от SGR 1806 – 20, бидейки извън полезрението на инструментите, а КА „КОРОНАС-Ф“ въобще е бил екраниран от Земята и регистрира отражение от Луната.
Аналогичен взрив в пределите на 3 парсека (10 светлинни години) от Земята може да унищожи озоновия слой и би бил еквивалентен на ядерен взрив с мощност 12 трилиона килотона (50 ТG) наблюдавани от дистанция 7,5 km. Най-близкият известен магнетар 1E 2259 586 се намира на разстояние от 4 килопарсека (13 000 светлинни години) от Земята.
На 5 октомври 2004 г. са регистрирани серия от излъчвания на SGR 1806 – 20, не толкова силни, колкото на 27 декември, което според сътрудници на Физико-техническия институт „А. Ф. Иоффе“ на РАН прилича на серията импулси от SGR 1900+14, регистрирани на 30 май 1998 г., които аналогично предшестват по-мощния импулс от 27 август.. Двата гигантски взрива от SGR 1806 – 20 и SGR 1900+14 се оказват сходни не само на предварителните серии от импулси, но също и по формата на импулсната крива.. Още една такава серия, предхождаща импулса на SGR 1806 – 20, е регистрирана на 21 декември 2004 г..
Няколко дена след пулсацията на 27 декември радиоантената Very Large Array също регистрира радиоизлъчване от мехурите на Ферми, предизвикано от синхротронно излъчване, аналогично с импулса от SGR 1900+14, но 100 пъти по-ярко на вълнова честота 8.46 GHz; като през следващите два дена радиоизлъчването отслабнало..

## Местоположение
SGR 1806 – 20 се намира в центъра на радиомъглявината G10.0 – 0,3 и е един от членовете на струпването Cl 1806 – 20, в което влиза една от най-големите области на йонизиран водород HII в целия Млечен път – W31. Струпването Cl 1806 – 20 съдържа и няколко необичайни звезди: в това число не по-малко от две богати на въглерод звезда на Волф-Райе (WC9d и WCL), два сини хипергиганта, и една от най-ярките и масивни звезди в нашата галактика LBV 1806-20.
Гал. дължина 9.9958° 

Гал. ширина -0.2419° 

Разстояние 50 000 св. години

## Забележки
- 1 1 За сравнение са използвани резултатите от различни космически и наземни обсерватории, в това число космическия апарат Swift.